# ミュードラ
『ミュードラ』（Music+Drama）とは、フジパシフィック音楽出版が制作するショートドラマ。フジテレビのドラマ制作センターとデジタルコンテンツ局が制作協力を行っている。
原則としてインターネットもしくはモバイルによって配信されるが、2007年6月に「愛すべき人」と「春日和」はCS放送・フジテレビ721で放送された。

## 内容
「ミュードラ」は音楽（ミュージック）とドラマを合わせた造語。
フジパシフィック音楽出版が著作権を管理する楽曲の中から、1曲につき1話3 - 7分、全3 - 5話のショートドラマを制作。通常のミュージックビデオ(PV)とは違い台詞があり、ドラマが盛り上がった瞬間に主題歌が流れる。

## 春日和
全5話。主題歌は、DELの「春日和」。

### 出演
- 忍成修吾
- 関めぐみ
- 長谷部瞳
- 上地雄輔

### スタッフ
- 脚本：酒井雅秋
- 演出：中江功
- プロデューサー：東康之
- 制作著作：フジパシフィック音楽出版

## 愛すべき人
全3話。主題歌は、榎本くるみの「愛すべき人」。

### 出演
- 浅見れいな
- 木村了
- 麿赤兒
- アイドリング!!!

### スタッフ
- 脚本：酒井雅秋
- 演出：中江功
- プロデューサー：東康之
- 制作著作：フジパシフィック音楽

## Snow celebration
全3話。主題歌は、アイドリング!!!の「Snow celebration」。

### 出演
- アイドリング!!!

### スタッフ
- 脚本：酒井雅秋
- 演出：岩田和行
- プロデューサー：江森浩子
- 制作著作：フジパシフィック音楽

## Lily
全3話。主題歌は、MONKEY MAJIKの「Lily」。

### 出演
- 戸田恵梨香
- 細田よしひこ
- 山崎真実

### スタッフ
- 脚本：井上由美子
- 演出：光野道夫
- プロデューサー：増本淳
- 制作著作：フジパシフィック音楽／角川モバイル

## Time goes by
全3話。主題歌は、徳永英明の「Time goes by」。

### 出演
- 山本裕典
- 佐々木希
- 古山憲太郎
- 松尾敏伸

### スタッフ
- 脚本：山崎淳也
- 演出：永山耕三
- プロデューサー：鹿内植
- 制作著作：フジパシフィック音楽

## woh woh
全3話。主題歌は、小田和正の「woh woh」。

### 出演
- 吉高由里子
- 永山絢斗

### スタッフ
- 脚本：阿相クミコ
- 演出：永山耕三
- プロデューサー：鹿内植
- 制作著作：フジパシフィック音楽

## 春のまぼろし
全3話。2010年2月3日配信開始。主題歌は、Superflyの「春のまぼろし」。

### 出演
- 志田未来
- 夕輝壽太

### スタッフ
- 脚本：坂元裕二
- 演出：谷村政樹
- プロデューサー：村瀬健／菊地裕幸
- 制作著作：フジパシフィック音楽